# Haiti hívójelkörzetei
Haiti jelenleg (2024) nincs felosztva hívójelkörzetekre.
Haiti számára az ITU a 4V, HH hívójelprefixet határozta meg.
| Prefix | Körzet | Hely/jelleg | ITU zóna | CQ zóna | 1 szintű QTH lokátor |
| ------ | ------ | ----------- | -------- | ------- | -------------------- |
| 4V     | [0..9] | Haiti       | 11       | 9       | FK, FL               |
| HH     | [0..9] | Haiti       | 11       | 9       | FK, FL               |

## Lajstromjel
Vízi és légi járművek lajstromjelezéséhez a HH prefixet használják.